# Adrenaline Drive
Adrenaline Drive (アドレナリン・ドライブ, Adorenarin doraibu) (Brasil: Muita Adrenalina ) é um filme japonês do gênero comédia, dirigido por Shinobu Yaguchi e lançado em 1999.